# 직동천 (울산)
직동천(直洞川)은 울산광역시 울주군 상북면 지내리의 송내곡지에서 발원하여 남류하고, 외상저수지를 거쳐 남동류하고, 신화마을 부근에서 남류하다가, 태화강의 지류인 언양천으로 흘러드는 하천이다.